# Megaron

Schematisk plan över en megaron.
1: Förrum, 2: Hall (huvudrum), 3: Kolonner i portik och hall

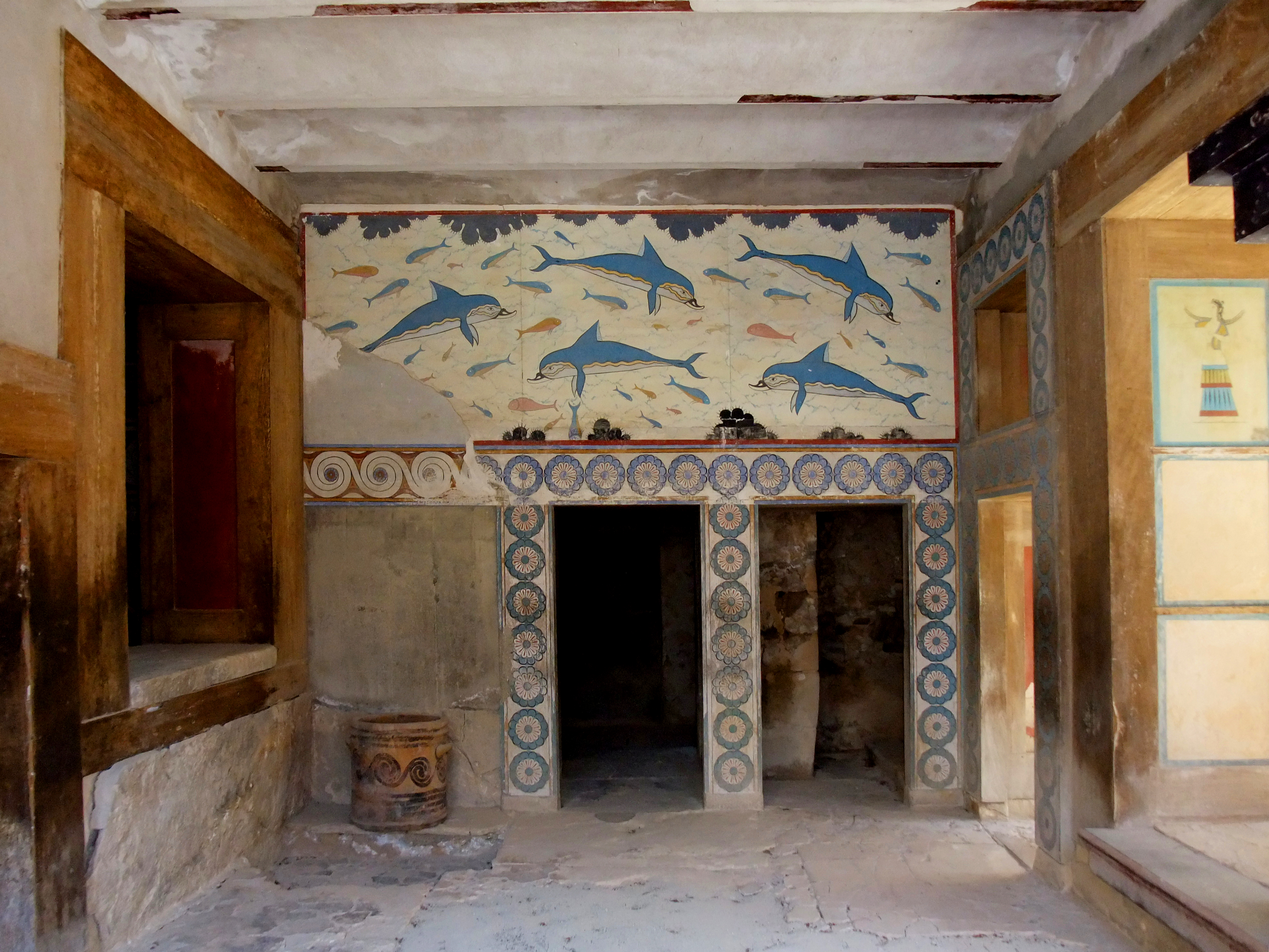
Drottningens megaron i Knossos på Kreta.

Megaron, "stort rum" på grekiska, är en term som numera används för ett kvadratiskt eller rektangulärt rum, vanligtvis med fyra kolonner som bär upp taket och sidoväggarna skjuter fram för att bilda en portal.
Megaron är en traditionell hustyp i Grekland och ibland ansett att vara det doriska templets ursprung.